# Нуммий Цейоний Альбин
Нуммий Цейоний Альбин (лат. Nummius Ceionius Albinus) — римский политический деятель второй половины III века.

## Биография
Предположительно, отцом Альбина был консул 227 года Марк Нуммий Сенецион Альбин, а братом — консул 258 года Марк Нуммий Туск.
В 256 году Альбин находился на посту префекта Рима. В 261 году становится повторно префектом Рима и был им до 263 года. В 263 году Альбин занимал должность ординарного консула вместе с Декстером. До этого он уже был консулом-суффектом, но дата его назначения неизвестна.
Сыном Альбина был городской претор Марк Нуммий Цейоний Анний Альбин. Альбин идентифицируется с тем Альбином, которому была поставлена статуя в Ададе (Писидия), а также с тем Альбином, который умер в глубокой старости в правление Аврелиана. Вернер Эк отождествляет консула 263 года с Марком Нуммием Аттидием Сенеционом Альбином, упоминаемым в надписи из Рима.